# 라폴라노테르메
라폴라노테르메(이탈리아어: Rapolano Terme)는 이탈리아 토스카나주 시에나도에 있는 코무네다. 피렌체에서 남동쪽 60km, 시에나에서 동쪽 15km 거리에 있다.